# Episodi di Élite (seconda stagione)
La seconda stagione della serie televisiva Élite, composta da 8 episodi, è stata interamente pubblicata dal servizio on demand Netflix il 6 settembre 2019.

| n° | Titolo originale      | Titolo italiano     | Pubblicazione    |
| -- | --------------------- | ------------------- | ---------------- |
| 1  | 20 horas desaparecido | Scomparso da 20 ore | 6 settembre 2019 |
| 2  | 34 horas desaparecido | Scomparso da 34 ore | 6 settembre 2019 |
| 3  | 36 horas desaparecido | Scomparso da 36 ore | 6 settembre 2019 |
| 4  | 59 horas desaparecido | Scomparso da 59 ore | 6 settembre 2019 |
| 5  | 63 horas desaparecido | Scomparso da 63 ore | 6 settembre 2019 |
| 6  | 66 horas desaparecido | Scomparso da 66 ore | 6 settembre 2019 |
| 7  | 84 horas desaparecido | Scomparso da 84 ore | 6 settembre 2019 |
| 8  | 0 horas desaparecido  | Scomparso da 0 ore  | 6 settembre 2019 |

## Scomparso da 20 ore
- Titolo originale: 20 horas desaparecido
- Diretto da: Ramón Salazar
- Scritto da: Darío Madrona

### Trama
La polizia è alla ricerca di uno studente di Las Encinas scomparso.
Tre mesi prima. L'anno scolastico a Las Encinas ha inizio e la scuola accoglie tre nuovi studenti. Cayetana, apparentemente una ragazza molto ricca e snob. Valerio, l'irriverente e festaiolo fratellastro (da parte di padre) di Lu, cacciato dall'ennesimo collegio per i suoi conclamati problemi comportamentali e di droga. Rebeka, ragazza ribelle e anticonformista che si è trasferita con la madre nella casa di Guzmán, messa in vendita per pagare i debiti contratti dal padre. Guzmán assale Samuel non appena lo vede, accusandolo di aver originato i problemi che hanno condotto alla morte di Marina. Nonostante l'intervento della preside, a ribadire la comprensione per la tragedia che sta vivendo, Guzmán minaccia gli amici di escludere dalla propria cerchia chiunque si avvicinerà a Samuel. Christian si sente in colpa perché Nano, durante un colloquio in carcere, gli ha rinfacciato di essersi fatto comprare da Carla e Polo nell'omettere la verità sull'omicidio. La stessa Carla si accorge della sofferenza di Christian, il quale prima o poi parlerà, mentre Polo appare insolitamente euforico. Samuel ha iniziato un secondo lavoro da rider per pagare la cauzione al fratello e un abile avvocato.
Valerio organizza una festa in discoteca per conoscere meglio i nuovi compagni. Dopo l'ennesima rissa sfiorata con Samuel, Guzmán assaggia la droga di Valerio per anestetizzare il dolore. Ander confessa che i genitori, a causa della sua omosessualità e della decisione di abbandonare il tennis, stanno divorziando. Carla annuncia a Christian che suo padre gli ha procurato un posto in una prestigiosa università americana. Consapevole che si tratta di un escamotage per toglierlo di mezzo, Christian decide di andare a costituirsi alla polizia. Lungo il tragitto la sua motocicletta è tamponata da un'automobile che successivamente si allontana. Nel frattempo, Nadia è avvertita da Omar che il padre ha avuto un ictus ed è ricoverato in ospedale. Lu e Valerio intrattengono da tempo una relazione segreta.
Il mattino seguente la preside annuncia alla classe l'incidente di Christian. Gli amici si precipitano in ospedale, dove apprendono che l'amico rischia di restare paralizzato dalla vita in giù. Il padre di Carla è disposto a farsi carico delle spese mediche per una clinica privata in Svizzera, dove potrebbe riacquistare l'uso delle gambe. Carla si rende conto che è stato suo padre a causare l'incidente, tanto che il genitore ha organizzato l'immediato trasferimento del ragazzo, in modo che non possa parlare con nessuno. Al momento di salutarsi, Christian sussurra a Carla che prima o poi lei e Polo verranno smascherati e quel giorno spera di stare bene per poter ballare sulla loro tomba. Osservando la reazione ostile di Christian verso Carla, Samuel intuisce la verità e decide di incontrare Nano in carcere, cosa che non aveva ancora avuto il coraggio di fare. Samuel promette al fratello che lo farà uscire di prigione. Samuel inizia con l'accettare la proposta di Rebeka di prendere lezioni per imparare a boxare.
Presente. La polizia ha trovato la bicicletta di Samuel fracassata. È lui la persona scomparsa.

## Scomparso da 34 ore
- Titolo originale: 34 horas desaparecido
- Diretto da: Ramón Salazar
- Scritto da: Carlos Montero

### Trama
Perquisendo la stanza di Samuel, la polizia trova sotto il letto una busta piena di soldi. Quando la detective interroga i compagni di classe, Guzmán dà l'impressione di sapere qualcosa sulla sua sparizione.
Passato. La madre di Guzmán ha organizzato una veglia per Marina, ma il ragazzo non ha ancora elaborato il lutto e non voleva dire nulla agli amici. Il padre di Nadia torna a casa e, durante la sua convalescenza, dovrà essere Omar a prendere le redini della famiglia e del negozio. Lu è invidiosa della nuova arrivata Cayetana, trovando di cattivo gusto il suo continuo pubblicare autoscatti su Instagram. Apprendendo che negli ultimi quattro anni Cayetana ha studiato a casa e che vive sola, Lu si fa invitare da lei. A loro si uniscono Valerio e Guzmán, il quale ha deciso di disertare la veglia per sballarsi con droga e alcol. Rebeka si offre di aiutare Omar e Nadia a fare l'inventario. Samuel riesce ad avvicinarsi a Carla e, dopo essersi fatto dire che è coinvolta nella morte di Marina, ha un rapporto sessuale con lei nel bagno di un pub. Ander e Polo vanno a recuperare Guzmán, sentitosi male, e lo trascinano a letto. Polo stuzzica Ander, masturbandosi a vicenda e promettendo di dimenticare tutto l'indomani mattina. Cayetana ha ripulito casa e accoglie due signori, i quali si rivelano essere i veri proprietari, mentre lei è una ragazza alla pari che si occupa di tenere in ordine l'appartamento.
Al risveglio Guzmán confida ad Ander che la sua rabbia verso Samuel non è dovuta alla presunta responsabilità del fratello nella morte di Marina. Guzmán si sente in colpa per non avergli dato retta quando lo avvertì di fermare sua sorella e Nano, sospettando inoltre che quest'ultimo possa non essere colpevole. La conversazione è ascoltata da Polo, il quale fingeva di dormire.
Presente. Carla esce sconvolta dall'interrogatorio e rivela a Lu che Samuel non è scomparso, ma morto.

## Scomparso da 36 ore
- Titolo originale: 36 horas desaparecido
- Diretto da: Ramón Salazar
- Scritto da: Breixo Corral

### Trama
Cayetana dice alla detective di non poter essere utile alle indagini, conoscendo Samuel e gli altri ragazzi da troppo poco tempo.
Passato. Samuel vuole rubare il cellulare a Carla per scoprire se nasconde qualcosa di compromettente. Nadia e Rebeka concordano di sottrarglielo la sera stessa durante una festa in discoteca. Da quando si è lasciato con Carla, il rendimento scolastico di Polo è peggiorato. Il ragazzo, tormentato da attacchi di panico e strane visioni, ha smesso di prendere le sue medicine. Ander confessa a Omar di aver flirtato con Polo, sperando di spronarlo ad abbandonare il rigido contesto familiare. Omar però, rassegnato al proprio destino, lo invita a frequentare liberamente altri ragazzi. Valerio chiede a Nadia di essere sua tutor, senza nascondere il secondo fine di corteggiarla. Cayetana si impegna giorno e notte per fingersi una ragazza ricca, quando invece aiuta la madre come donna delle pulizie presso diverse famiglie benestanti e ha nascosto di essere stata ammessa a Las Encinas con una borsa di studio. Sua madre, che tra l'altro fa le pulizie anche nella stessa scuola, vorrebbe che Cayetana la smettesse di raccontare bugie e non si vergognasse delle sue origini.
In discoteca Nadia vuole bere e drogarsi esattamente come Guzmán, dandogli una lezione su cosa significa vedere una persona a cui si tiene farsi del male. Rebeka scatena una lite con le ragazze, dando modo a Samuel di prendere il cellulare a Carla. Samuel è però sorpreso da Guzmán che lo accusa di essere un ladro. Carla lo difende, asserendo che le cover dei loro telefonini sono simili e si è confuso. In realtà, Carla vuole che Samuel stesso controlli il suo celluare perché non ha nulla da nascondere. Approfittando della distrazione di Carla, Cayetana ha l'occasione per diventare amica di Lu. Omar abbandona il negozio e raggiunge Ander in discoteca, dove può baciarlo e ballare insieme a lui. Mentre Samuel e Carla hanno un rapporto sessuale, Guzmán e Nadia trovano finalmente il coraggio di confessare i loro sentimenti e si baciano . Tornati a casa, Nadia e Omar vengono rimproverati dai genitori per aver lasciato sguarnito il negozio. Stanco di essere comandato, Omar spinge il padre a terra e quest'ultimo lo caccia di casa. Polo confessa ad Ander di aver ucciso Marina e successivamente lascia un messaggio vocale sul cellulare di Carla. Ad ascoltarlo è però Samuel.
Presente. Omar trova nel bosco il blazer di Samuel sporco di sangue. Nadia riferisce alla detective che, poco prima della sua scomparsa, Samuel era stato minacciato fuori dalla scuola.

## Scomparso da 59 ore
- Titolo originale: 59 horas desaparecido
- Diretto da: Sílvia Quer
- Scritto da: Abril Zamora

### Trama
La detective chiede a Carla se Polo le ha detto cosa accadde nella piscina.
Passato. Ander dà un ultimatum a Polo, se non confesserà la verità entro 24 ore andrà a parlare con Guzmán. Carla suggerisce a Polo di costituirsi alla polizia, precisando però di non voler essere coinvolta. Samuel ha avuto un incidente sul lavoro e, stanco di correre pericoli per pochi soldi, diventa il corriere della droga della madre di Rebeka. Dopo non aver avuto il coraggio di rivelare le sue colpe a Guzmán, Polo assume troppe pasticche. Cayetana risponde alla chiamata di Ander sul telefono del ragazzo. Cayetana e Ander portano Polo da un dottore amico della ragazza per farlo riprendere con discrezione. Dimesso dall'ospedale e non avendo più niente da perdere, Polo autorizza Ander a parlare con Guzmán. Omar si è trasferito da Ander e fanno sesso,lí libero di essere sé stesso e ben accolto dalla madre del fidanzato. Costretta a lavorare più a lungo in negozio per sopperire all'assenza del fratello, Nadia vorrebbe che Omar tornasse a casa. Intanto, la ragazza ha derubricato il bacio con Guzmán a un errore dovuto all'alcol. Valerio esorta Nadia a proseguire la storia con Guzmán, con il secondo fine di allontanarlo da Lu.
Guzmán invita Ander a un'uscita a quattro con Lu e Omar. La serata non va per il meglio, poiché Guzmán continua a pensare a Nadia e Ander è preoccupato per la situazione di Polo. Ignorati dai rispettivi partner, Lu e Omar fanno amicizia. Carla si presenta a casa di Samuel per mangiare un piatto di maccheroni riscaldati al microonde. I due ragazzi, preso atto delle rispettive solitudini, hanno un nuovo rapporto sessuale. Valerio fa in modo che Nadia incontri Guzmán, affinché i due trascorrano la serata a casa del ragazzo. Ander decide di reggere il gioco a Polo, però vorrebbe che pagasse la cauzione a Nano e restituirgli la libertà almeno fino al processo. La madre di Samuel trova una busta piena di soldi indirizzata al figlio. Cayetana ha rubato un vestito a una cliente della madre, la quale pretende che i suoi sotterfugi abbiano fine. Cayetana però la esorta a reggerle ancora il gioco, dato che la nuova vita le sta portando amicizie e forse l'amore. Alla richiesta di Carla sul perché non si è ancora costituito, Polo risponde provocatoriamente che altrimenti si vedrebbe costretto a fare anche il suo nome, Carla piena di rabbia tenta di dargli uno schiaffo ma suona la campanella. Nano si presenta a Las Encinas e gli amici trattengono il furibondo Guzmán.
Presente. Polo smentisce ogni legame con la morte di Marina.

## Scomparso da 63 ore
- Titolo originale: 63 horas desaparecido
- Diretto da: Sílvia Quer
- Scritto da: Jaime Vaca

### Trama
La madre di Samuel rilascia un'intervista in televisione, invocando aiuto per trovare i suoi figli. Oltre a Samuel, anche Nano è scomparso e non tutti credono a una semplice fuga.
Passato. Dopo la rissa sfiorata con Guzmán, Samuel rimprovera Nano per essere venuto nella sua scuola e gli ordina di stare in casa. Il fratello aveva urlato a Guzmán di non incolparlo per la morte di Marina, stando attento piuttosto ai suoi presunti amici. Per Halloween la madre di Rebeka organizza una festa in maschera nella nuova casa per la figlia, invitando tutti i suoi amici. Nano chiede a Samuel da dove provengano i soldi della cauzione e, dinanzi alla risposta vaga del fratello, si preoccupa che possa capitargli qualcosa di brutto; più tardi scopre che in questa situazione c'è di mezzo Rebeka. Entusiasta per la sua prima festa di Halloween, usanza proibita nella sua famiglia, Omar si traveste da drag queen e mette a disagio Ander. Nadia non partecipa al party, costretta a lavorare in negozio fino a tardi. Rebeka scopre Cayetana fare le pulizie in casa sua. Alla festa Guzmán prende Lu da parte per annunciarle che vuole lasciarla, non amandola più e rivelandole di aver fatto sesso con Nadia. Rebeka si diverte a provocare Cayetana sul suo segreto, però non rivela la verità agli altri ragazzi perché dice di non essere cattiva fino a quel punto. Omar vuole lasciare la festa dopo aver sentito Ander confidare a Guzmán di essere in imbarazzo per lui, ma Lu lo convince a restare e chiede a Valerio di procurargli un lavoro in discoteca. Nano si introduce alla festa travestito da Michael Myers e vuole che Rebeka non faccia più lavorare Samuel per sua madre. Samuel chiede a Carla se è stata lei a fargli avere i soldi per la cauzione di Nano, ma scopre che lei sta mentendo. Nano poi vede i due baciarsi.
Guzmán comunica a Nadia che ha appena lasciato Lu, però la ragazza non se la sente di creare ulteriore sofferenza ai suoi genitori dopo l'allontanamento di Omar. Cayetana avverte Guzmán di aver visto Nano alla festa e il ragazzo ordina ad Ander e Polo di trattenerlo finché non arriva. Ander vuole che Polo si assuma le sue responsabilità, impedendo che Nano paghi per un crimine non commesso; furioso per essersi sentito dare dell'assassino, Polo prende una bottiglia con l'intenzione di colpire Ander alla testa (come aveva fatto con Marina), ma una crisi di panico lo blocca. Vagando alla ricerca di Nano, Samuel scopre Lu e Valerio baciarsi in una stanza. All'uscita dalla casa di Rebeka, Nano avvicina Carla accusandola di essere responsabile della morte di Marina e delle condizioni di Christian e le chiede cosa abbia intenzione di fare con il Samuel. Quest'ultimo sopraggiunge poco dopo e preso dalla rabbia picchia selvaggiamente Nano.
Presente. I ragazzi riferiscono alla polizia il pestaggio di Nano da parte di Samuel, sottolineando come non lo credessero capace di una simile violenza. Polo afferma beffardo che i più insospettabili finiscono per diventare colpevoli.

## Scomparso da 66 ore
- Titolo originale: 66 horas desaparecido
- Diretto da: Sílvia Quer
- Scritto da: Carlos C. Tomé

### Trama
Guzmán precisa di non avere rapporti né con Samuel né con suo fratello Nano, al punto da non importargli che fine abbiano fatto.
Passato. Guzmán provoca Nano, rigandogli l'auto e ammaccandola, ma lui non reagisce e continua a sostenere la propria innocenza. Nano annuncia alla madre e a Samuel che presto se ne andrà, non sopportando più l'idea di sentirsi un peso. I due fratelli non si rivolgono più la parola e non hanno detto alla madre della rissa alla festa. Lu cerca di comprare il silenzio di Samuel sul bacio che ha visto tra lei e Valerio, ma il ragazzo è compiaciuto nell'avere un'arma da poter usare contro di lei. Ringraziando Carla per non aver denunciato Nano, Samuel le confida che si sta innamorando di lei e i due hanno un rapporto nella sua limousine. Rebeka si arrabbia con Samuel, avendolo visto amoreggiare con Carla, e lo sprona a riprendere la sua battaglia alla ricerca di prove sulla morte di Marina. Lu ricatta Nadia, imponendole di non superare gli esami, altrimenti dirà ai suoi genitori che ha perso la verginità con Guzmán. Invitato a cena da Cayetana, Polo cerca di andare oltre l'immagine patinata che la ragazza ha costruito per sé. Osservando le foto della festa di fine anno in cui morì Marina, Samuel nota che Polo indossava la camicia di Christian e quindi appare chiaro come lui e Carla lo avessero coinvolto nella loro trama, togliendolo di mezzo quando poteva parlare. Ander non è dell'umore giusto per festeggiare il suo compleanno e non riconosce più Omar, diventato un'altra persona rispetto al ragazzo schivo e impaurito che aveva conosciuto. Samuel si riconcilia con Nano che, accantonato il proposito di fuga, è convinto a restare per difendere la propria innocenza.
Samuel dice a Guzmán che Polo è l'assassino di sua sorella, scatenando una lite sedata dai professori. Lu prende le difese di Samuel, causando la sospensione di Guzmán per due giorni. La madre di Samuel però, informata dalla preside dell'accaduto, vuole che Nano se ne vada perché con la sua presenza sta portando il fratello sulla cattiva strada. Nadia racconta a Valerio del ricatto di Lu, ricevendo il suggerimento di risponderle con una misteriosa "storia di Valerio" di cui Lu non vuole che nessuno sappia niente. Nadia affronta l'esame al meglio, alzando la posta con la pretesa che sia la stessa Lu a non superare la prova. Ander apprezza che Omar lo abbia difeso davanti a suo padre, dicendo che lo deve accettare per quello che è. Cayetana decide di essere sincera con Polo, raccontandogli la verità sulla sua vita. La madre di Cayetana ha perso tutti i clienti a causa del furto del vestito. Samuel chiede spiegazioni a Carla sulla sera in cui è morta Marina, non accettando la sua spiegazione di comodo. Carla lo minaccia di non proseguire la sua indagine personale, altrimenti rischia di fare la fine di Christian. Nano consegna alla madre di Guzmán il numero della clinica in cui Marina avrebbe dovuto abortire, l'unico ricordo che ha di lei, confessandole che avrebbero voluto tenere il bambino. Saputo che Nano ha avvicinato sua madre, Guzmán si precipita a casa sua e scatena l'ennesima lite con Samuel, altrettanto adirato in quanto Nano ha deciso di andarsene. Samuel estrae il cellulare e fa ascoltare a Guzmán la registrazione di una conversazione con Carla.
Presente. L'ultima traccia di Samuel risale alla tenuta della famiglia di Guzmán. Quest'ultimo afferma di non sapere nulla, ma la detective non è dello stesso avviso.

## Scomparso da 84 ore
- Titolo originale: 84 horas desaparecido
- Diretto da: Dani de la Orden
- Scritto da: Abril Zamora

### Trama
La detective riferisce alla preside di aver ricevuto una telefonata al numero attivato dalla polizia per la ricerca di Samuel. La persona in questione, che ha riattaccato dopo pochi secondi, era Omar.
Passato. Samuel è andato dalla polizia con la registrazione di Carla, ma la detective sostiene che mancano evidenze tali da giustificare la riapertura delle indagini. Nemmeno Guzmán gli crede, al punto di rinsaldare l'amicizia con Polo e Ander e bollando Samuel come un bugiardo. Carla, saputo dal padre della delazione di Samuel, si arrabbia con il ragazzo perché sperava di poter costruire un giorno una relazione importante con lui. Cayetana, bisognosa di soldi dopo che la madre è rimasta senza lavoro per colpa sua, si finge ambasciatrice di una ONG e chiede a Lu di organizzare una serata di beneficenza, attingendo ai suoi contatti nell'alta società. Polo la mette in guardia che, essendo le sue madri tra gli invitati, parteciperanno dei fotografi e quindi rischia di essere scoperta. Cayetana vuole tentare almeno questa volta, sperando di riuscire a cambiare vita a sé e alla famiglia. Guzmán chiede a Lu di fingersi ancora fidanzati, affinché i rispettivi genitori non lo vengano a sapere durante la festa. Omar viene a sapere da un collega di lavoro che Samuel, continuando a fare il corriere, rischia di mettersi nei guai con gente pericolosa. Messo in guardia, Samuel riceve da Rebeka la promessa che sua madre farà in modo di salvaguardarlo. Nadia riceve dal padre una giacca pesante da consegnare a Omar, segno che il genitore inizia a preoccuparsi per il figlio. Nadia, spronata da Valerio a prendersi Guzmán, ha una sveltina con lui nello spogliatoio maschile. Lo stesso Valerio però li riprende di nascosto con il cellulare.
Marcos, il collega di Omar, è stato pestato dai tipi poco raccomandabili visti in discoteca. Quando apprende dalla madre che le stesse persone sono venute a cercarlo a casa, Samuel nasconde sotto il letto la scatola dei soldi ottenuti illegalmente e si precipita alla festa per parlare con Rebeka. Nel vedere Samuel, Polo si arrabbia e il padre di Carla lo esorta a raccontargli cosa sta succedendo. Lu ha scoperto casualmente la verità su Cayetana e, ubriaca, la smaschera pubblicamente nel discorso di ringraziamento. Lu rivela anche di aver lasciato Guzmán, accusandolo di averla tradita con Nadia dopo aver ricevuto il video da Valerio, e che Carla sta frequentando Samuel. Nadia, rimasta a casa, sta per confessare al padre di aver perso la verginità con Guzmán, però è interrotta da un messaggio di Lu che le annuncia di aver pubblicato in rete il video di Valerio. Guzmán vuole sapere da Ander se è vero che Polo ha ucciso Marina, ma l'amico continua a negare. Mentre Lu si bacia con Valerio e Cayetana torna distrutta alla sua vita reale, Samuel viene inseguito da un'automobile nel bosco.
Presente. La polizia ha arrestato il presunto colpevole della sparizione di Samuel.

## Scomparso da 0 ore
- Titolo originale: 0 horas desaparecido
- Diretto da: Dani de la Orden
- Scritto da: Breixo Corral

### Trama
Il video di Guzmán e Nadia è circolato tra gli studenti. Dopo aver criticato Lu per il suo comportamento, Valerio chiede scusa a Nadia, delusa da colui che reputava uno dei suoi pochi veri amici. Cayetana dice a Polo che è il suo ultimo giorno di scuola, poiché è stata espulsa e la madre licenziata per le bugie e la truffa della finta beneficenza. Samuel non si presenta a scuola, scatenando la preoccupazione di Carla che teme gli sia accaduto qualcosa di brutto. Avvertita dalla madre, la polizia giunge a Las Encinas per indagare sulla scomparsa del ragazzo e ascoltare i compagni. Tutti si mostrano preoccupati, tranne Guzmán che non nutre alcun rispetto per lui. La polizia invita chiunque voglia collaborare a perlustrare la zona dove è stata rinvenuta la bicicletta semidistrutta di Samuel. Omar trova il blazer sporco di sangue, facendo presagire il peggio. Mentre Carla riesce a tenere a bada il proprio nervosismo, i ragazzi iniziano a sospettarsi a vicenda perché tutti avevano un motivo per volerlo morto. Polo annuncia a Cayetana di essere riuscito, grazie all'intercessione delle sue genitrici, a far revocare la sua espulsione e riassumere la madre a Las Encinas. Inoltre, Polo consegna loro i soldi necessari a tirare avanti qualche mese e far concludere l'anno scolastico a Cayetana. Una Nadia disperata rivela ai genitori l'esistenza del video, incolpandosi per aver causato vergogna alla sua famiglia. Il padre, che da qualche tempo manifesta segni di ammorbidimento della sua intransigenza, abbraccia la figlia e le dice di non voler vedere il filmato, scegliendo quindi di ignorare le ragioni del suo turbamento. Valerio si vendica di Lu, facendo uscire allo scoperto il loro rapporto incestuoso durante una cena, e puntualizzando che d'ora in avanti si dovranno comportare come fratello e sorella. Incolpandosi per aver coinvolto Samuel nei brutti giri della madre, Rebeka le esprime il proprio disprezzo per il modo con cui cerca di arricchirsi.
Guzmán si reca alla tenuta dei suoi nonni. Mentre sta meditando sulla lapide di Marina, alle sue spalle appare Samuel. La sera della scomparsa, prima di andarsene dalla festa di Cayetana, Guzmán aveva scritto a Samuel di credere alla sua versione. Samuel, sfuggito all'inseguimento degli sgherri di Marcos, è arrivato insanguinato alla tenuta degli Osuna in cui Guzmán gli aveva dato appuntamento. I due ragazzi hanno concordato di nascondere Samuel lì, inscenandone la morte per mettere Carla sotto pressione e indurla a confessare. Il blazer sporco di sangue era stato piazzato appositamente da Guzmán. La detective individua Guzmán come principale sospettato e ordina la perquisizione della tenuta dei suoi nonni, dove il cellulare di Samuel è stato agganciato l'ultima volta. Samuel si nasconde nel locale caldaie, dove viene trovato dalla detective che però dichiara di non averlo visto e ordina alla pattuglia di tornare a Las Encinas, dato che nel frattempo Carla ha perso il proprio autocontrollo e deciso di confessare. La ragazza racconta tutta la verità, accusando Polo dell'omicidio di Marina e indicando dove si trova l'arma del delitto, il trofeo gettato nel lago. Polo viene arrestato e Carla, terminata la deposizione, dice a Samuel di non illudersi perché non ha mai voluto farlo entrare nella sua vita. La detective discolpa Samuel da ogni responsabilità, giustificandosi con la volontà di fare ammenda per non avergli creduto quando arrestò Nano.
Due settimane dopo. Al rientro dalle vacanze, Samuel e Guzmán suggellano con una stretta di mano la loro nuova amicizia. La serenità a Las Encinas è però soltanto passeggera. Sulle scale appare Polo, rilasciato dalla polizia. Infatti, prima di essere arrestato, Cayetana gli aveva promesso che si sarebbe occupata di far sparire il trofeo. L'assenza di prove e la testimonianza del padre di Carla, il quale ha sconfessato la figlia, hanno impedito alla polizia di formalizzare l'arresto. Il trofeo è ora nascosto nell'armadio della casa di Cayetana.